# Gena Rowlands
Virginia Cathryn Rowlands (Madison, Wisconsin, 19 de junio de 1930-Indian Wells, California, 14 de agosto de 2024), conocida como Gena Rowlands, fue una actriz de cine, televisión y teatro estadounidense. Al momento de su fallecimiento, era una de las últimas divas de la Época de Oro de Hollywood, su carrera abarcó más de siete décadas. Fue ganadora de dos Globo de Oro y de dos Premios Emmy, candidata a dos Premios Óscar y a los Premios del Sindicato de Actores. Conocida por sus intervenciones en diez películas dirigidas por su marido John Cassavetes, entre ellas se encuentran; Faces (1968), Una mujer bajo la influencia (1974), Noche de estreno (1977), Gloria (1980) y Love Streams (1984). Otras películas importantes de Rowlands fueron Night on Earth (1991), Hope Floats (1998), The Notebook (2004) y The Skeleton Key (2005). A menudo, Rowlands interpretaba a mujeres con fuerte carácter y personalidad, perseverantes y mentalmente inestables. 
En 2021, The New Yorker dijo: «La actriz de cine más importante y original en más de medio siglo es Gena Rowlands». En noviembre de 2015, Rowlands recibió el Óscar honorífico como reconocimiento a sus actuaciones en pantalla y su contribución al cine.
En junio de 2024, su hijo Nick Casavettes afirmó que su madre estaba diagnosticada de Alzheimer desde hace 5 años.

## Biografía

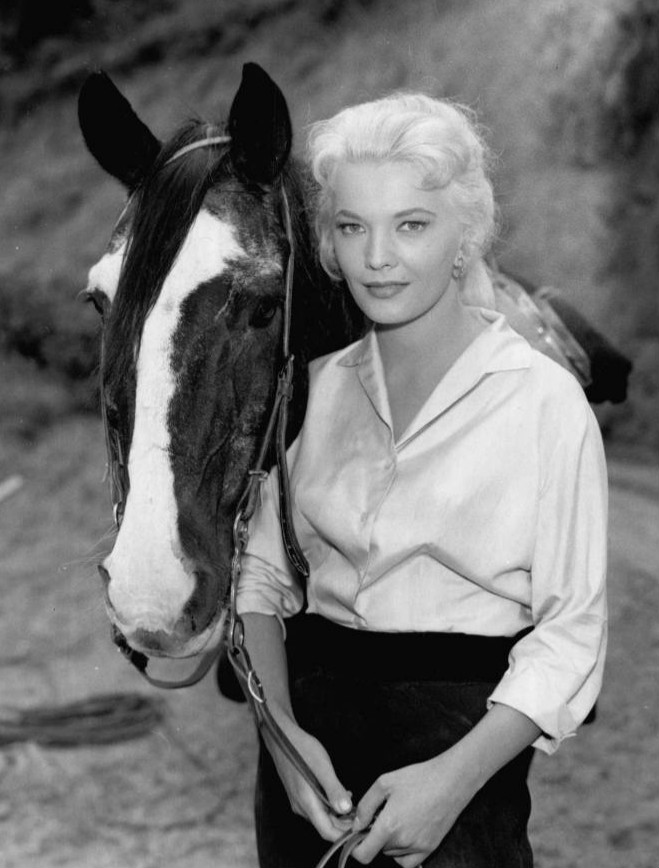
Rowlands en 1959

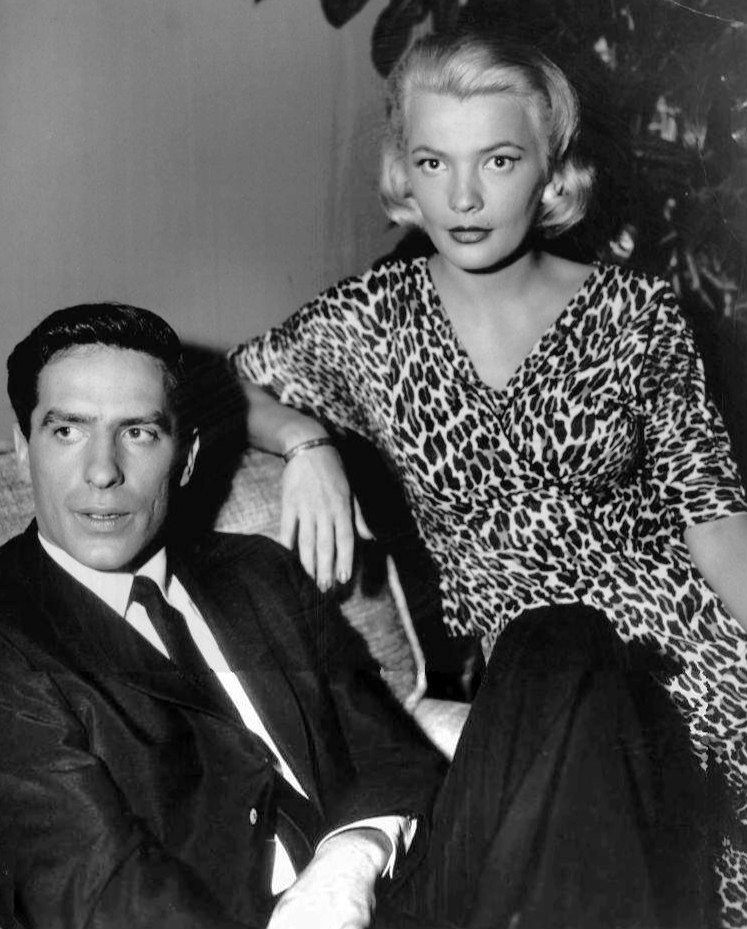
Gena Rowland junto a su esposo John Cassavetes en 1959.

Gena Rowlands nació en Madison, Wisconsin, Estados Unidos, el 19 de junio de 1930. Se crio en la ciudad de Cambria. Su padre, Edwin Myrwyn Rowlands, era un banquero y legislador, y su madre, Mary Allen, era una pintora nacida en Arkansas. Su familia se trasladó a Washington D. C. en 1939 cuando su padre fue ascendido al Departamento de Agricultura. Posteriormente se mudaron a Milwaukee en 1942 cuando su padre fue escogido como asesor de la Oficina de Administración de Precios. Asistió a la Universidad de Wisconsin desde 1947 hasta 1950. En 1950, se trasladó a Nueva York para estudiar interpretación en la Academia Estadounidense de Arte Dramático. Estuvo casada con el actor y director John Cassavetes (1929-1989) entre el 9 de abril de 1954 y el 3 de febrero de 1989, cuando él falleció. Tuvo tres hijos fruto del matrimonio: Zoe R. Cassavetes, Alexandra Cassavetes y Nick Cassavetes, este último director de cine.

## Carrera

### 1952-1962: Primeros papeles
A principios de la década de 1950, Rowlands actuó con compañías de teatro de repertorio y en el Provincetown Playhouse. Hizo su debut en Broadway en The Seven Year Itch y realizó una gira con una producción nacional de la obra. En 1956, protagonizó la obra de Broadway Middle of the Night junto a Edward G. Robinson.

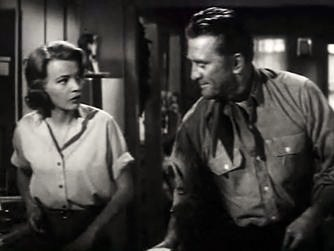
Gena Rowlands y Kirk Douglas en el trailer de Lonely Are the Brave (1962).

Rowlands coprotagonizó con Paul Stewart la serie de televisión de 26 episodios Top Secret (1954-1955). Fue estrella invitada en series de televisión de antología como Robert Montgomery Presents, Armstrong Circle Theatre, Studio One, Appointment with Adventure, The United States Steel Hour y Goodyear Television Playhouse, todas en 1955. En 1959, Rowlands apareció en la serie del oeste Laramie, junto a su marido John Cassavetes en la serie de detectives Johnny Staccato, y en la serie del oeste Riverboat, protagonizada por Darren McGavin. En 1961, apareció en la serie de aventuras The Islanders, ambientada en el Pacífico Sur, y en Target: The Corruptors!, protagonizada por Stephen McNally . Fue estrella invitada en The Lloyd Bridges Show, la serie de detectives 77 Sunset Strip, Kraft Suspense Theatre, los westerns Bonanza y The Virginian y Breaking Point, todos en 1963. En 1964, fue estrella invitada en el drama médico Dr. Kildare. y en dos episodios de La ley de Burke. Apareció en cuatro episodios de Alfred Hitchcock Presents, tres de los cuales fueron después de que la serie pasara a llamarse The Alfred Hitchcock Hour. En 1967, fue elegida como la socialité Adrienne Van Leyden en la telenovela de ABC Peyton Place en horario de máxima audiencia.
Rowlands hizo su debut cinematográfico en The High Cost of Loving en 1958. En 1962, protagonizó Lonely Are the Brave, del director David Miller, con Kirk Douglas y Walter Matthau. Interpretó a la examante del personaje de Kirk Douglas, ahora la esposa del mejor amigo del personaje de Douglas.

### 1963-1984: Trabajos con John Cassavetes
Por su interpretación como Mabel Longhetti en A Women Under the Influence (1974) ganó el Globo de Oro a la mejor actriz dramática y fue candidata al Óscar a la mejor actriz. El film fue dirigido por su marido John Cassavetes, y su actuación ha sido considerada por la revista People una de las cien mejores interpretaciones de todos los tiempos. Emanuel Levy escribió que "Rowlands está magnífica como un ama de casa que cruza la línea de la cordura". En 1978 fue nuevamente nominada al Globo de Oro por su participación en el drama Noche de estreno. Con el thriller Gloria (1980) fue de nuevo candidata al Óscar y al Globo de Oro a la mejor actriz dramática; la película también fue dirigida por su esposo. Variety señaló que "Gena Rowlands está excelente como una mujer cansada que decide tomar sus propias decisiones".

### 1985-2014: Últimos papeles

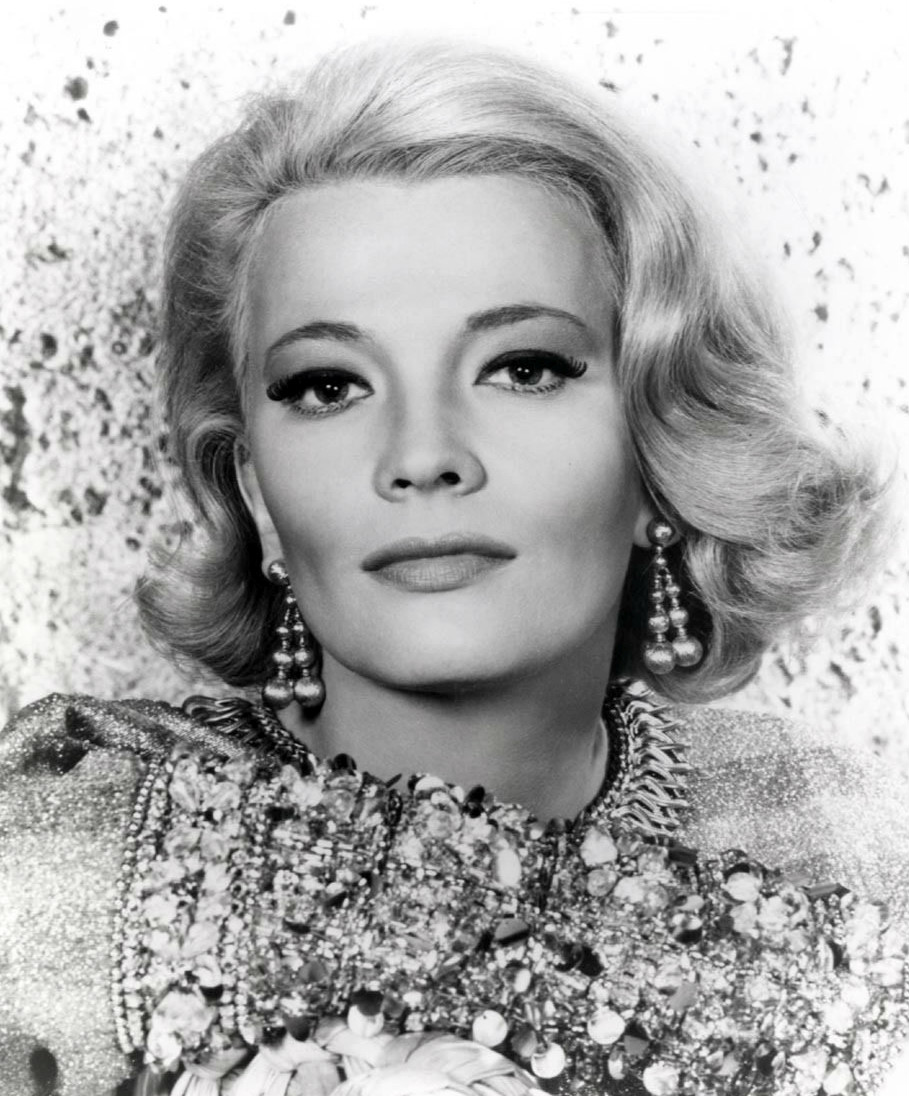
Rowlands en 1968.

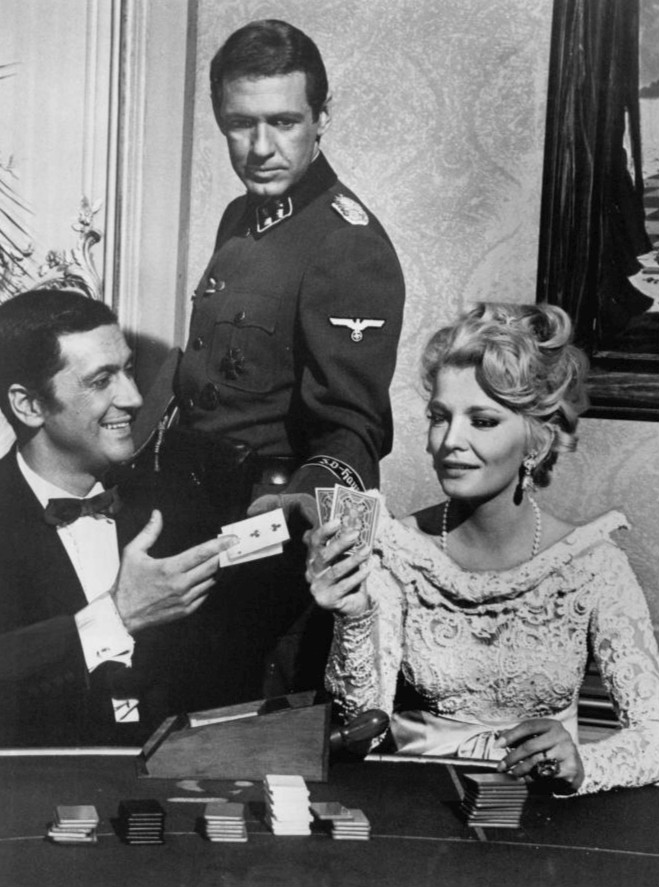
Foto de Cesare Danova, Ron Harper y Gena Rowlands del programa de televisión Garrison's Gorillas (1968).

Rowlands trabajó en televisión en numerosas ocasiones y su trayectoria televisiva fue cobrando mayor éxito. Continuó participando en series de televisión o telefilmes como Hallmark Hall of Fame (1983) por la que fue candidata al Globo de Oro a la mejor actriz de reparto en serie, miniserie o telefilme.
En 1985, Rowlands protagonizó una película para televisión aclamada por la crítica An Early Frost, siendo la primera producción en abordar sobre el VIH. Dicha interpretación le valió una nominación en los Globo de Oro y al Emmy a la mejor actriz de miniserie o telefilme. Ganó un Emmy por su interpretación de la ex primera dama de los Estados Unidos Betty Ford en la película para televisión de 1987 The Betty Ford Story.
En 1993 por su personaje de Horona Swift en Crazy in Love obtuvo una nueva candidatura al Globo de Oro. Otras intervenciones en televisión por las que Rowlands ha optado a los premios Emmy fueron The Color of Love: Jacey’s Story (2000) o Wild Iris, junto a Laura Linney.
Su trayectoria en el cine continuó con películas como Night on Earth (1991) o Something to Talk About (1995), protagonizada por Julia Roberts. En 1998 interpretó a la madre de Sandra Bullock en el drama Hope Floats; formó parte de un reparto que incluía nombres como el de Angelina Jolie, Ellen Burstyn y Sean Connery en la comedia Jugando con el corazón, y trabajó con Sharon Stone en The Mighty. Posteriormente intervino en el thriller Taking Lives (2004), y en el drama dirigido por su hijo, y basado en una novela de Nicholas Sparks, The Notebook (2004) en el que dio vida a Allie Calhoun, personaje que compartía en pantalla con Rachel McAdams. The Notebook es la cinta más taquillera de su filmografía con 115 millones de dólares recaudados internacionalmente. Al año siguiente participó en The Skeleton Key (2005), con Kate Hudson.
Protagonizó junto a Uma Thurman y Juliette Lewis el telefilme Hysterical Blindness (2002), ganando el Emmy a la mejor actriz de repartode miniserie o telefilme y obteniendo su octava nominación a los Globos de Oro. Por su interpretación del personaje de Melissa Eisenbloom en What If God Were the Sun? (2007) fue candidata al Premio del Sindicato de Actores a la mejor actriz de televisión de miniserie o telefilme y una vez más al Emmy. Fue la estrella invitada de un capítulo de la serie Monk, protagonizada por Tony Shalhoub, obteniendo su octava candidatura a los premios Emmy, en esta ocasión como mejor actriz invitada en serie de comedia. Intervino en un episodio de NCIS en 2010.

## Vida personal

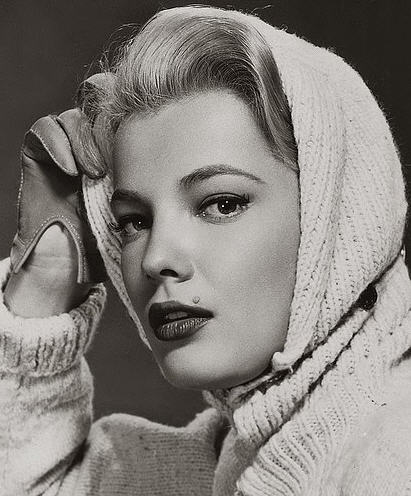
Fotografía publicitaria de Gena Rowlands

Rowlands estuvo casada con John Cassavetes desde el 9 de abril de 1954 hasta su muerte el 3 de febrero de 1989. Se conocieron en la Academia Americana del Carnegie Hall, donde ambos eran estudiantes. Tuvieron tres hijos, todos actores y directores: Nick, Alexandra y Zoe. Rowlands se casó con el empresario retirado Robert Forrest en 2012.
Rowlands ha declarado que era fanática de la actriz Bette Davis mientras crecía. Interpretó a la hija de Davis en la película para televisión Strangers de 1979.

### Fallecimiento
El 24 de junio de 2024, Nick Cassavetes anunció que su madre había estado viviendo con la enfermedad de Alzheimer durante los cinco años anteriores. 
Rowlands murió por complicaciones de la enfermedad de Alzheimer en su casa de Indian Wells, California, el 14 de agosto de 2024, a la edad de 94 años.

## Filmografía
Rowlands ha contribuido en cine y televisión por siete décadas hasta su retiro en 2014.

### Cine
| Año  | Título                                                    | Rol                     | Notas                    |
| ---- | --------------------------------------------------------- | ----------------------- | ------------------------ |
| 1958 | The High Cost of Loving                                   | Jenny Fry               |                          |
| 1959 | Shadows                                                   | Mujer en el Nightclub   | No acreditada            |
| 1962 | Los valientes andan solos                                 | Jerry Bondi             |                          |
| 1962 | The Spiral Road                                           | Els                     |                          |
| 1963 | A Child Is Waiting                                        | Sophie Widdicombe       |                          |
| 1967 | Tony Rome                                                 | Rita Kosterman          |                          |
| 1968 | Faces                                                     | Jeannie Rapp            |                          |
| 1969 | Machine Gun McCain                                        | Rosemary Scott          |                          |
| 1971 | Minnie and Moskowitz                                      | Minnie Moore            |                          |
| 1974 | Una mujer bajo la influencia                              | Mabel Longhetti         |                          |
| 1976 | Two-Minute Warning                                        | Janet                   |                          |
| 1977 | Noche de estreno                                          | Myrtle Gordon           |                          |
| 1978 | The Brink's Job                                           | Mary Pino               |                          |
| 1980 | Gloria                                                    | Gloria Swenson          |                          |
| 1982 | Tempest                                                   | Antonia Dimitrius       |                          |
| 1984 | Love Streams                                              | Sarah Lawson            |                          |
| 1984 | I'm Almost Not Crazy: John Cassavetes, the Man & His Work | Ella misma              | Corto Documental         |
| 1987 | Light of Day                                              | Jeanette Rasnick        |                          |
| 1988 | Otra mujer                                                | Marion Post             |                          |
| 1990 | Hollywood Mavericks                                       | Herself                 | Documental               |
| 1991 | Once Around                                               | Marilyn Bella           |                          |
| 1991 | Night on Earth                                            | Victoria Snelling       |                          |
| 1991 | Ted & Venus                                               | Mrs. Turner             |                          |
| 1993 | Slient Cries                                              | Peggy Sutherland        |                          |
| 1995 | Something to Talk About                                   | Georgia King            |                          |
| 1995 | The Neon Bible                                            | Mae Morgan              |                          |
| 1996 | Unhook the Stars                                          | Mildred "Millie" Hawks  |                          |
| 1997 | She's So Lovely                                           | Miss Jane Green         |                          |
| 1998 | Paulie                                                    | Ivy                     |                          |
| 1998 | Hope Floats                                               | Ramona Calvert          |                          |
| 1998 | The Mighty                                                | Gram                    |                          |
| 1998 | Playing by Heart                                          | Hannah                  |                          |
| 1999 | The Weekend                                               | Laura Ponti             |                          |
| 2000 | Light Keeps Me Company                                    | Ella misma – entrevista | Documental               |
| 2004 | Taking Lives                                              | Mrs. Asher              |                          |
| 2004 | The Notebook                                              | Allie Calhoun anciana   |                          |
| 2005 | The Skeleton Key                                          | Violet Devereaux        |                          |
| 2006 | Paris, je t'aime                                          | Gena                    | Segmento: Quartier Latin |
| 2007 | Broken English                                            | Vivien Wilder-Mann      |                          |
| 2007 | Persepolis                                                | Abuela                  | Voz                      |
| 2011 | Olive                                                     |                         |                          |
| 2012 | Yellow                                                    | Mimi                    |                          |
| 2013 | Parts Per Billion                                         | Esther                  |                          |
| 2014 | Six Dance Lessons in Six Weeks                            | Lily Harrison           |                          |

### Televisión
| Año       | Título                                        | Rol                 | Notas                                         |
| --------- | --------------------------------------------- | ------------------- | --------------------------------------------- |
| 1954      | Top Secret                                    | Powell              | Episodio: This Man is Death                   |
| 1955      | The Way of the World                          | Paula Graves        |                                               |
| 1955      | Robert Montgomery Presents                    | Myrtle Wilson       | Episodio: The Great Gatsby                    |
| 1955      | Ponds Theater                                 | Janet               | Episodio: The Ways of Courage                 |
| 1955      | Armstrong Circle Theatre                      | Lugene              | Episodio: Time for Love                       |
| 1955      | Studio One on Hollywood                       | Betty               | Episodio: A Chance of Love                    |
| 1955      | Appointment with Adventure                    | interpetación       | 2 episodios                                   |
| 1955      | The United States Steel Hour                  | Lily                | Episodio: Ashton Buys a Horse                 |
| 1955      | Goodyear Television Playhouse                 | Betty/Eve           | 2 episodios                                   |
| 1958      | General Electric Theater                      | Dorothy Dickenson   | Episodio: The Girl with the Flaxen Hair       |
| 1959      | Laramie                                       | Laurel DeWalt       | Episodio: The Run to Tumavaca                 |
| 1959      | Johnny Staccato                               | Nina Van Ness       | Episodio: Fly Baby, Fly                       |
| 1959      | Markham                                       | Rita Evans          | Episodio: The Altar                           |
| 1959      | Riverboat                                     | Rose Traynor        | Episodio: Guns for Empire                     |
| 1960      | Adventures in Paradise                        | Dr. Abigail Brent   | Episodio: The Death-Divers                    |
| 1960      | Alfred Hitchcock Presents                     | Lucille Jones       | Temporada 6 Episodio 2: "The Doubtful Doctor" |
| 1960      | The Tab Hunter Show                           | Barbara/Penelope    | Episodio: Double Trouble                      |
| 1961      | The Islanders                                 | Pepper Mint         | Episode: Island Witness                       |
| 1961      | Target: The Corruptors!                       | Marian Praisewater  | Episodio: The Poppy Vendor                    |
| 1961–1962 | 87th Precinct                                 | Teddy Carella       | 4 episodios                                   |
| 1963      | The Dick Powell Theatre                       | Mrs. Canfield       | Episodio: Project X                           |
| 1963      | The Lloyd Bridges Show                        | Leslie Kaufman      | Episodio: A Personal Matter                   |
| 1963      | 77 Sunset Strip                               | Barbara Adams       | Episodio: Flight 307                          |
| 1963      | Bonanza                                       | Ragan Miller        | Episodio: She Walks in Beauty                 |
| 1963      | The Virginian                                 | Savannah            | Episodio: No Tears for Savannah               |
| 1963      | Bob Hope Presents the Chrysler Theatre        | June                | Episodio: It's Mental Work                    |
| 1963      | Breaking Point                                | Shelley Peters      | Episodio: Heart of Marble, Body of Shame      |
| 1962      | The Alfred Hitchcock Hour                     | Helen Martin        | Temporada 1 Episodio 11: "Ride the Nightmare" |
| 1963      | The Alfred Hitchcock Hour                     | Louise Henderson    | Temporada 1 Episodio 23: "The Lonely Hours"   |
| 1963–1964 | Kraft Suspense Theatre                        | Interpretación      | 2 episodios                                   |
| 1964      | The Alfred Hitchcock Hour                     | Diana Justin        | Temporada 2 Episodio 19: "Murder Case"        |
| 1964      | Dr. Kildare                                   | Helen Scott         | Episodio: To Walk in Grace                    |
| 1964      | Burke's Law                                   | Mitzie/Paulette     | 2 episodios                                   |
| 1966      | Run for Your Life                             | Charlotte Hyde      | Episodio: The Rediscovery of Charlotte Hyde   |
| 1966      | The Long, Hot Summer                          | Karen Roberts       | Episode: From This Day Forward                |
| 1967      | The Road West                                 | Karen Collier       | Episodio: Beyond the Hill                     |
| 1967      | The Girl from U.N.C.L.E.                      | Baroness Ingrid     | Episodio: The Fountain of Youth Affair        |
| 1967      | Peyton Place                                  | Adrienne Van Leyden | 39 episodios                                  |
| 1968      | Garrison's Gorillas                           | Duchess             | Episodio: The Frame-Up                        |
| 1971–1973 | Medical Center                                | Karen/Frances       | 2 episodios                                   |
| 1972      | Circle of Fear                                | Kate Lucas          | Episodio: The Concrete Captain                |
| 1974      | Marcus Welby, M.D.                            | Lorrain Denby       | Episodio: The 266 Days                        |
| 1975      | Columbo                                       | Elizabeth Van Wyck  | Episodio: Playback                            |
| 1978      | A Question of Love                            | Linda Ray Guettner  | Película de televisión                        |
| 1979      | Strangers: The Story of a Mother and Daughter | Abigail Mason       | Película de televisión                        |
| 1983      | Thursday's Child                              | Victoria Alden      | Película de televisión                        |
| 1983      | Faerie Tale Theatre                           | Witch               | Episodio: Rapunzel                            |
| 1985      | Early Frost                                   | Katherine Pierson   | Película de televisión                        |
| 1987      | The Betty Ford Story                          | Betty Ford          | Película de televisión                        |
| 1990      | Montana                                       | Bess Guthrie        | Película de televisión                        |
| 1991      | Face of a Stranger                            | Pat Foster          | Película de televisión                        |
| 1992      | Crazy in Love                                 | Honora Swift        | Película de televisión                        |
| 1993      | Anything for John                             | Ella misma          | Documental para TV                            |
| 1994      | Parallel Lives                                | Francie Pomerantz   | Película para televisión                      |
| 1998      | Grace and Glorie                              | Grace Stiles        | Película de televisión                        |
| 1998      | Best Friends for Life                         | Mrs. Harriet Cahill | Television Movie                              |
| 2000      | The Color of Love: Jacey's Story              | Georgia Porter      | Película de televisión                        |
| 2001      | Wild Iris                                     | Minnie Brinn        | Película de televisión                        |
| 2002      | Charms for the Easy Life                      | Ms. Charlie Kate    | Película de televisión                        |
| 2003      | Broadway: The Golden Age                      | Ella misma          | Serie Documental                              |
| 2003      | Hysterical Blindness                          | Virginia Miller     | Película de televisión                        |
| 2004      | The Incredible Mrs. Ritchie                   | Evelyn Ritchie      | Película de televisión                        |
| 2006      | Numbers                                       | Mrs. Hellman        | Episodio: Provenance                          |
| 2007      | What If God Were the Sun?                     | Melissa Eisenbloom  | Película de televisión                        |
| 2009      | Monk                                          | Marge Johnson       | Episodio: Mr. Monk & the Lady Next Door       |
| 2010      | NCIS                                          | Joann Fielding      | Episodio: Mother's Day                        |

## Premios y distinciones

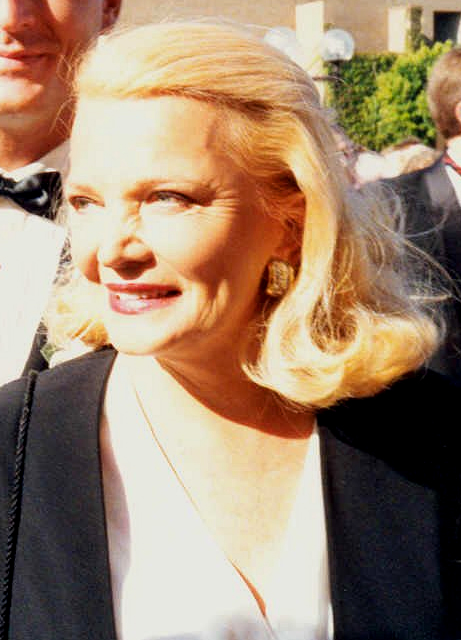
Gena Rowlands en la entrega de los Premios Emmy de 1992.

Rowlands ha sido nominada a dos Premios Oscar, ocho premios Primetime Emmy, un premio Daytime Emmy, ocho premios Globos de Oro, tres Premios Satellite y dos Premios SAG. Algunas de sus victorias notables son un Oso de Plata a la Mejor Actriz, tres Premios Primetime Emmy y un Premio Daytime Emmy, dos Premios Globo de Oro, dos Premios del National Board of Review y dos Premios Satellite.
En enero de 2015, Rowlands recibió un premio a la trayectoria de la Asociación de Críticos de Cine de Los Ángeles. También fue elegida por la junta directiva de los Premios Oscar para recibir un Premio de la Academia Honorario ese mismo año. En la ceremonia de los Premios del Gobernador, fue honrada por Laura Linney y Cate Blanchett, quienes le ofrecieron homenajes; y el hijo de Rowland, Nick Cassavetes, le entregó el premio. El comunicado de prensa describió a Rowlands como "un talento original" cuya "devoción por su oficio le ha valido el reconocimiento mundial como un ícono del cine independiente".